# بات سيمز
بات سيمز (بالإنجليزية: Pat Sims)‏ هو لاعب كرة قدم أمريكية أمريكي، ولد في 29 يناير 1985 في فورت لودرديل في الولايات المتحدة.

## وصلات خارجية
- بات سيمز على موقع مرجع كرة القدم المحترفة.كوم (الإنجليزية)